# Рославль
Ро́славль — місто (з 1755 року) в Росії, адміністративний центр Рославльського району Смоленської області.
Населення — 43,5 тис. осіб (2024).

## Герб Рославля
В основі сучасного герба композиція історичного герба Рославля, подарованого в 1780 р.: у верхній частині щита герб Смоленський, у нижній частині два золотих вулика в блакитному полі, на знак достатку медом.

## Історія

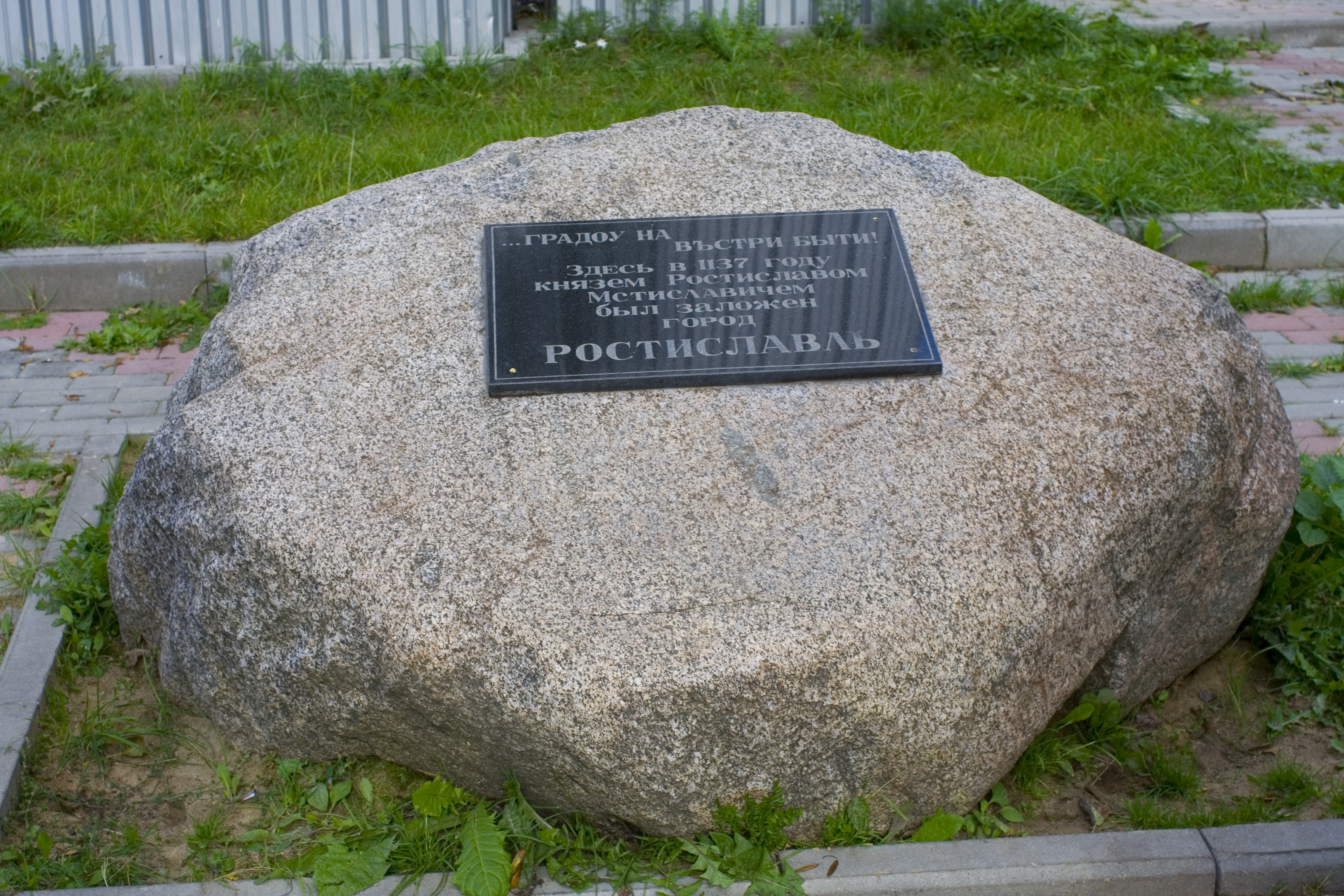
Камінь на місці заснування міста

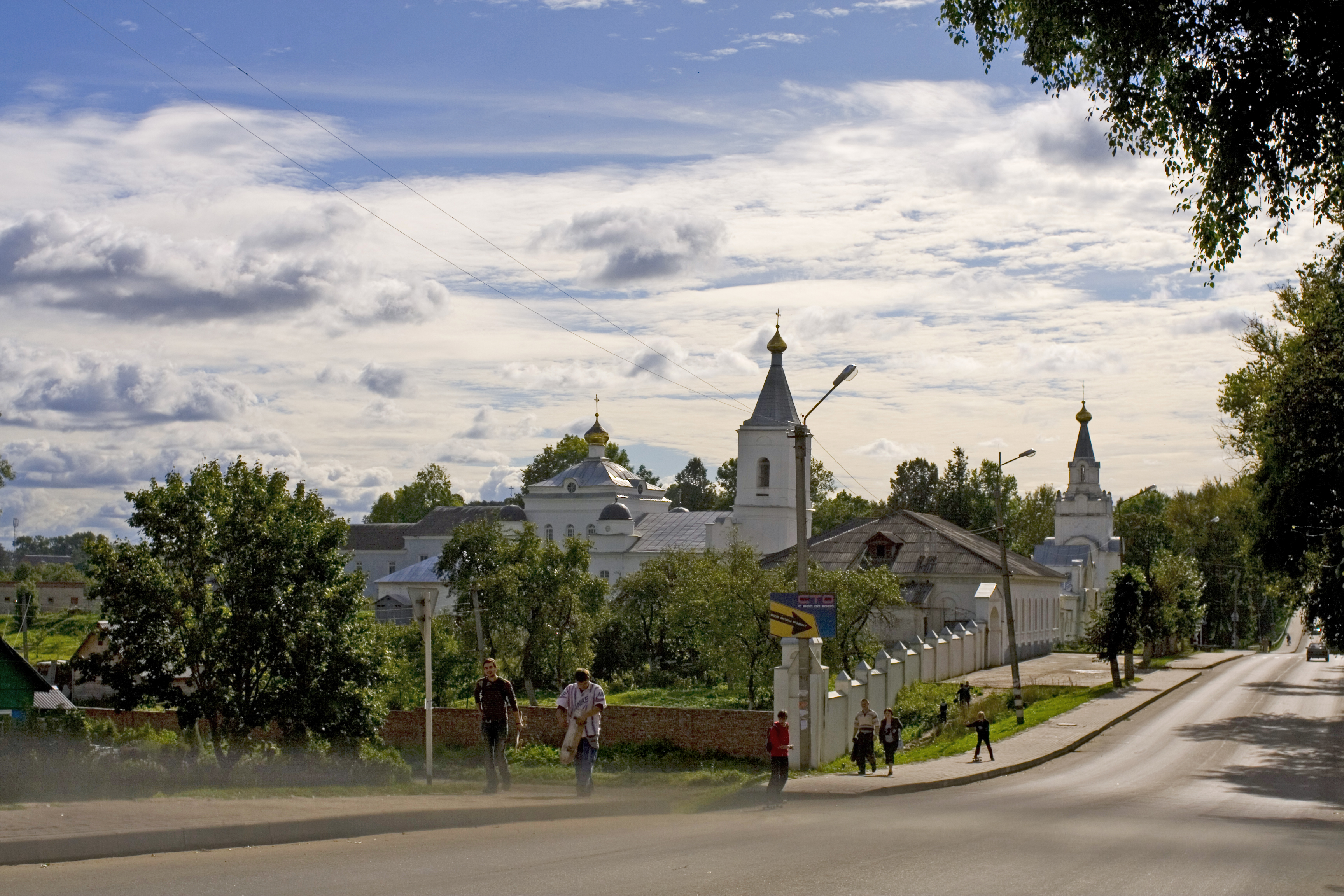
Спасо-Преображенський монастир

Рославль під древнім ім'ям Ростиславль був заснований князем Ростиславом Мстиславичем як один з опорних пунктів князівської влади на новоприєднаних землях радимичів, приблизно в 1137 році. Виникнувши як центр місцевого управління, до того ж далеко від торговельних шляхів, Ростиславль в XII ст. не міг бути центром ремесла та торгівлі, основними жителями міста були люди князівської адміністрації.
Ростиславльський уділ міг існувати з 1197-го до 30-х років XIII ст. Водночас можна з великою впевненістю сказати, що князь сидів у Ростиславлі між 1197 та 1206 роками, саме з цими роками та пов'язаний економічне зростання міста.
У 1610 році, за польського короля Сигізмунда III, увійшов до складу Смоленського воєводства Речі Посполитої. У 1623 році Рославль отримав Магдебурзьке право. До російських земель Рославль був приєднаний до 1654 року царем Олексієм Михайловичем внаслідок успішного військового походу.
Роки Другої світової війни
- 3 серпня 1941 року місто було окуповане німецькими військами.
- 25 вересня 1943 року військами Західного Фронту під час Смоленсько-Рославльскої операції місто було звільнено силами 10-ї армії та Авіацією дальньої дії[2]. День Міста збігається з Днем Росії.

## Географія
Місто розташоване на лівому березі річки Остер (притока річки Сож, що впадає в Дніпро), за 123 км від Смоленська, за 135 км від Брянська. Через Рославль проходять автодороги Орел — Рудня (через Брянськ та Смоленськ далі на Вітебськ), Варшавське шосе (Москва — Сірий Камінь і далі на Бобруйськ та Варшаву).

## Клімат
| Клімат Рославля                         | Клімат Рославля | Клімат Рославля | Клімат Рославля | Клімат Рославля | Клімат Рославля | Клімат Рославля | Клімат Рославля | Клімат Рославля | Клімат Рославля | Клімат Рославля | Клімат Рославля | Клімат Рославля | Клімат Рославля |
| Показник                                | Січ.            | Лют.            | Бер.            | Квіт.           | Трав.           | Черв.           | Лип.            | Серп.           | Вер.            | Жовт.           | Лист.           | Груд.           | Рік             |
| Середня температура, °C                 | −6,9            | −6,9            | −1,4            | 6,4             | 13,7            | 16,3            | 17,7            | 16,6            | 11,4            | 5,9             | −1,3            | −4,8            | 5,7             |
| Норма опадів, мм                        | 37              | 32              | 38              | 32              | 59              | 91              | 77              | 79              | 64              | 58              | 46              | 40              | 653             |
| --------------------------------------- | --------------- | --------------- | --------------- | --------------- | --------------- | --------------- | --------------- | --------------- | --------------- | --------------- | --------------- | --------------- | --------------- |
| Джерело: World Climate Погода та клімат |                 |                 |                 |                 |                 |                 |                 |                 |                 |                 |                 |                 |                 |

## Культура

### Установи культури
- Міський Будинок Культури (ГДК)

- Палац культури «Росія»
- Культурний центр «Ювілейний»

- ЦРТДіЮ «Будинок школяра»

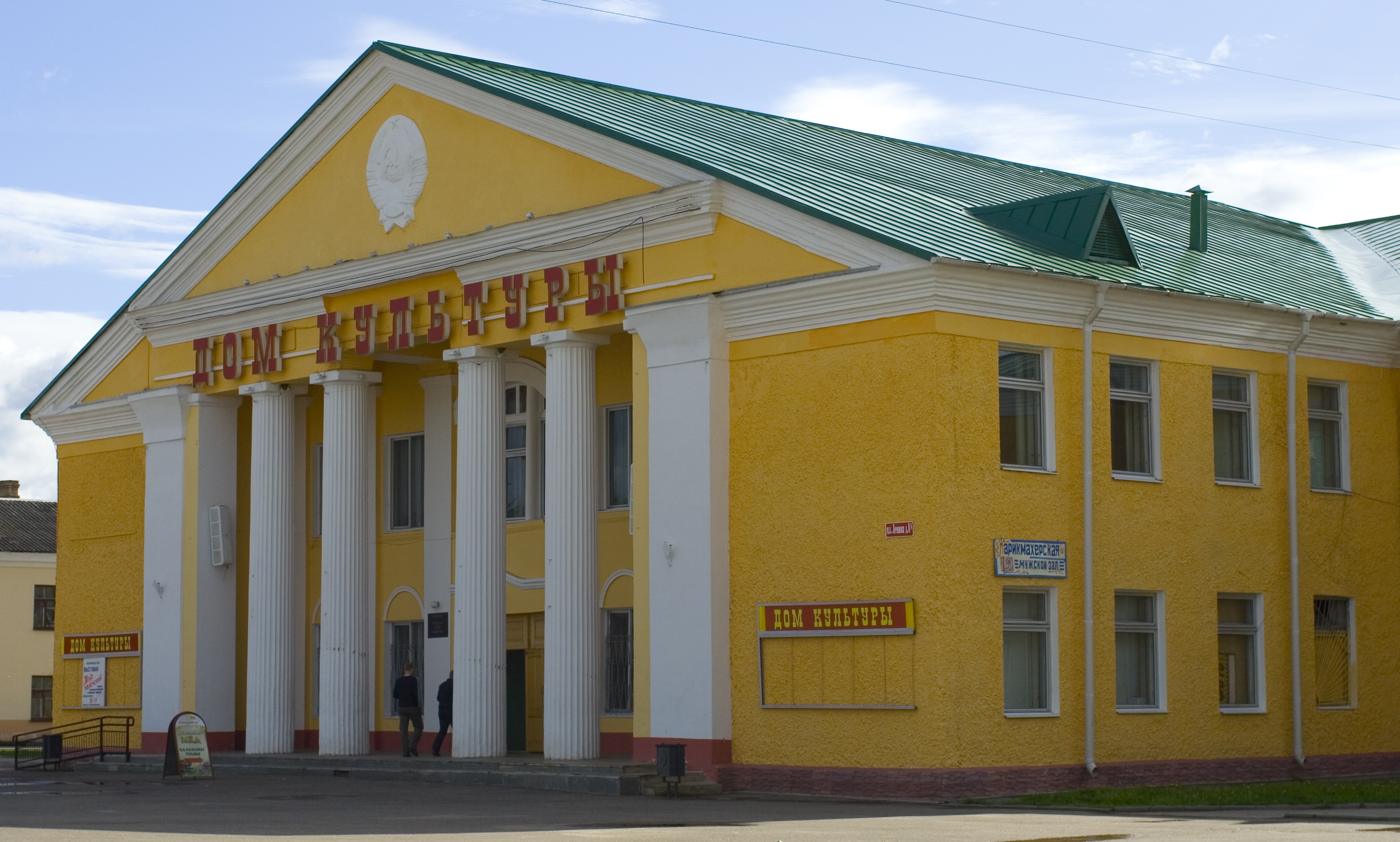
Міський будинок культури

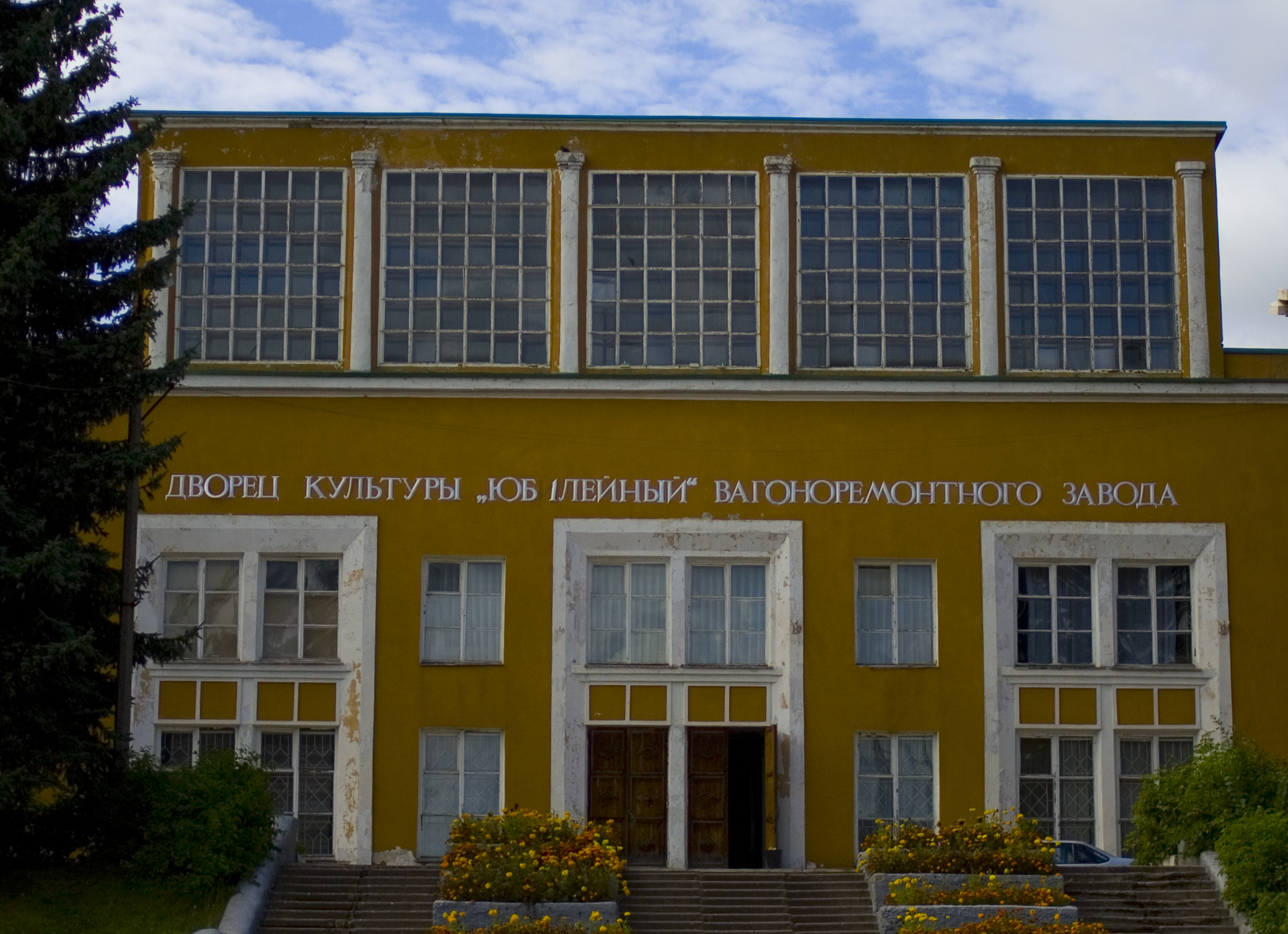
Будинок культури «Ювілейний»

- Центр дитячої (юнацького) технічної творчості

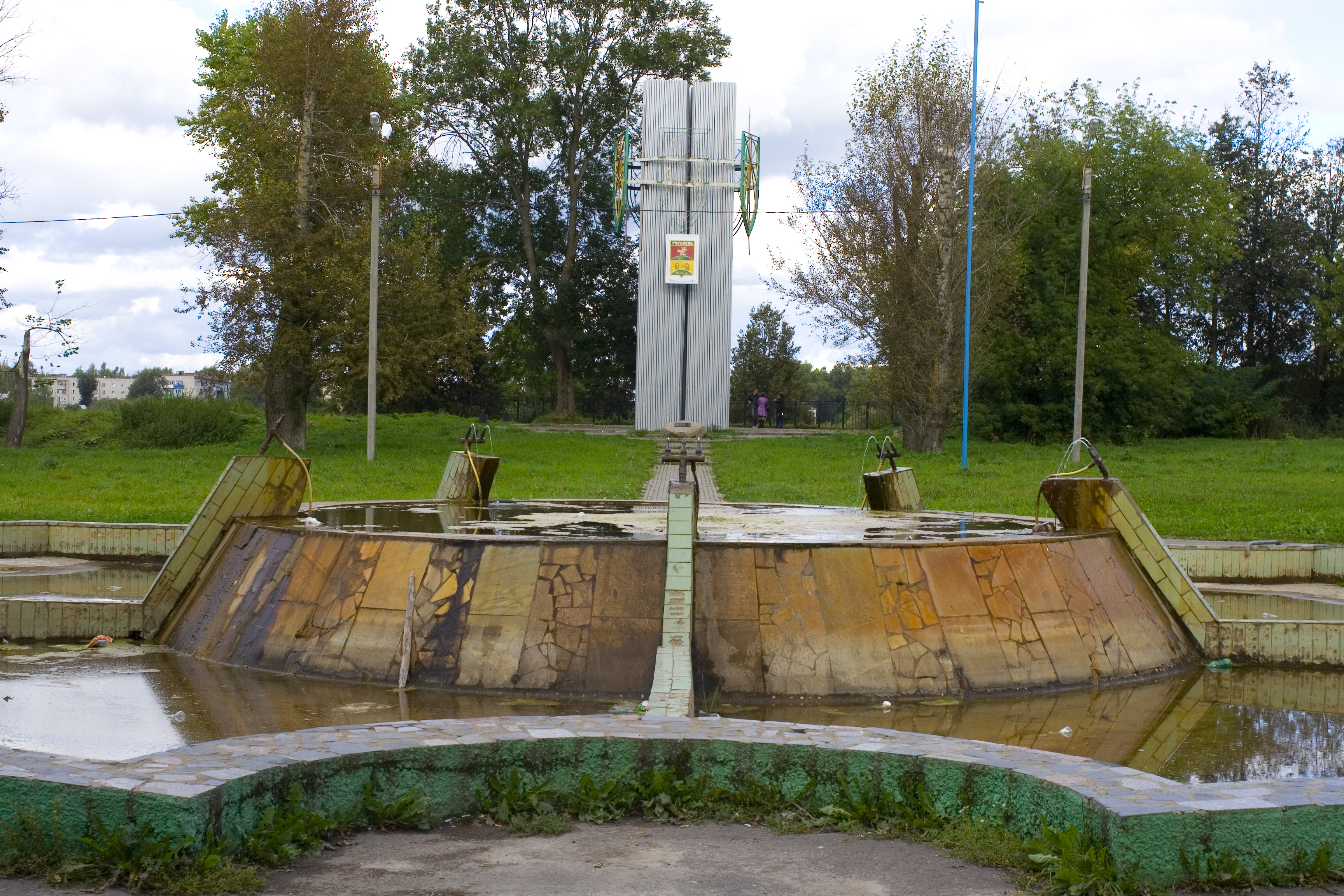
Бурцева гора

- Міська бібліотека ім. Риленкова
- Краєзнавчий музей
- Парк імені «1 травня»
- Сквер загиблих воїнів
- «Бурцева гора»

## Торгівля
Місто обслуговує велику кількість магазинів, ринків, супермаркетів.
- Супермаркети «Магніт», «Титан», «СМАК», «Діксі», «Пятерочка», «Лаваш».
- Ринки:
  - На Московській
  - На Радянській
  - В 15-му мікрорайоні

## Транспорт

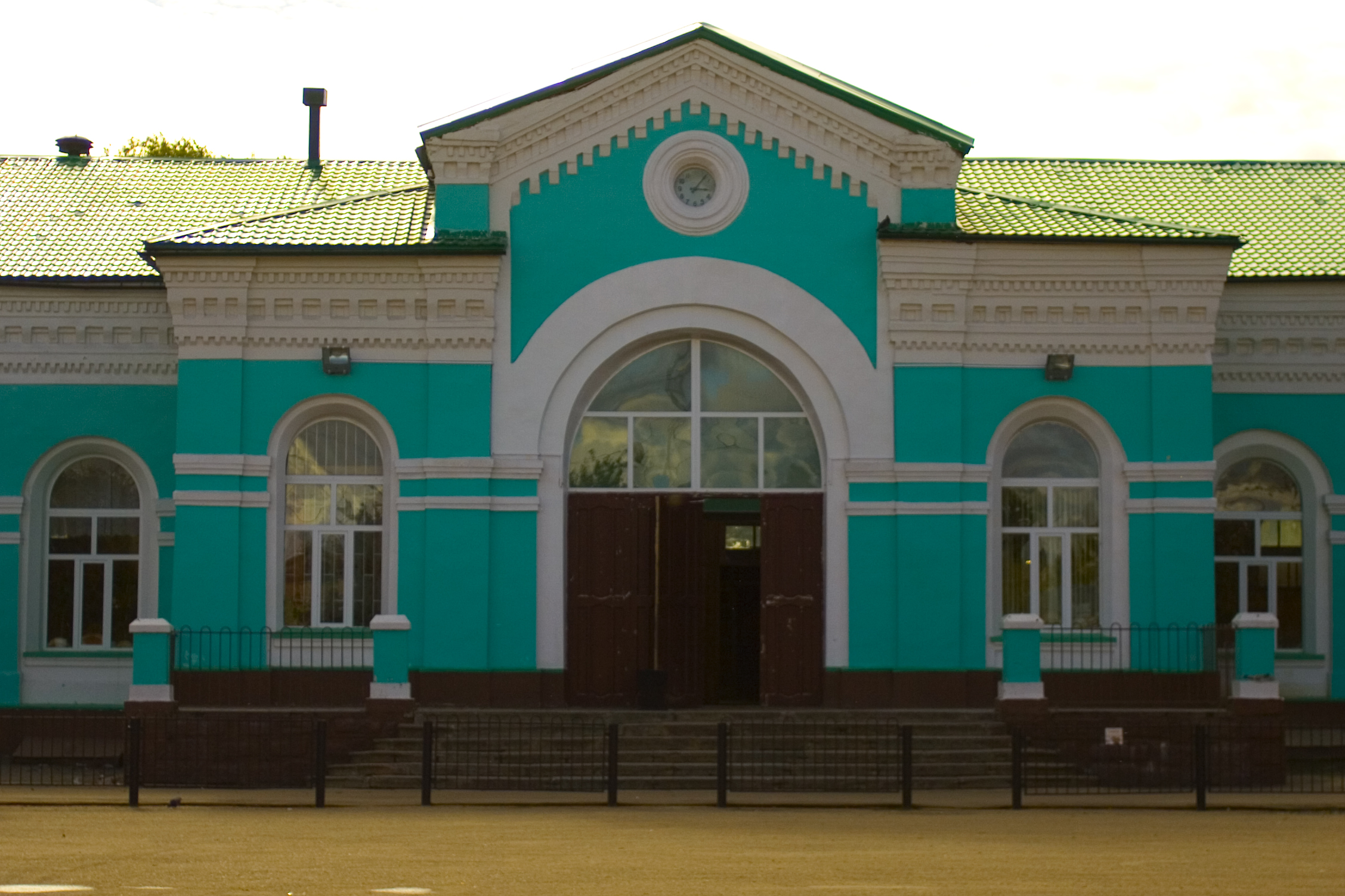
Будівля вокзалу Рославль I

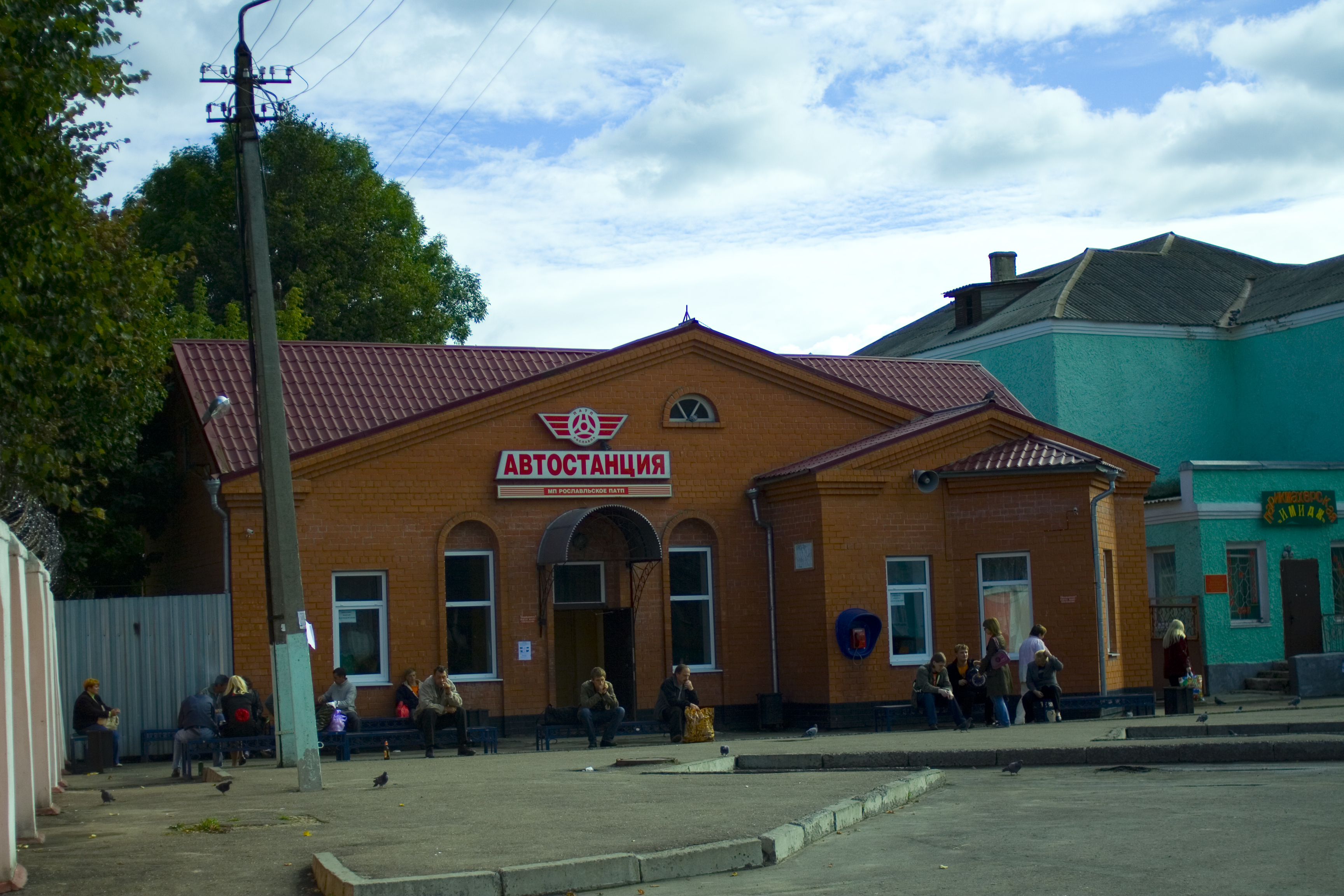
Автостанція у Рославлі

Рославль знаходиться на історичній Ризько-Орловській залізниці. У місті розташована вузлова станція Рославль I другого класу.
Рославль пов'язаний приміським залізничним сполученням із Жуковкою (4 пари на добу) та Фаянсовою (Кіров, 1 пара на добу). Міський транспорт представлений десятком автобусних маршрутів, таксі та маршрутними таксі. Міська автостанція сусідить із залізничним вокзалом та забезпечує роботу значної кількості маршрутів приміських та міжміських автобусів.
На заміну дизеля Рославль-Смоленськ прийшло збільшення автобусних маршрутів між цими двома містами.
У місті працює система ГЛОНАСС на міському транспорті.
Міський транспорт представлений вісьмома автобусними маршрутами по всьому місту:
- № 1 15-й мкр-он — селище льонозавод
- № 2 15-й мкр-он — Залізнична лікарня (ЖДБ)
- № 3 ДРСУ (Юр-гора) — Рославльський автоагрегатний завод (Рааз)
- № 4 вулиця Леніна — Рославльський автоагрегатний завод (Рааз)
- № 5 Поштова скринька (П/ящик) — 4 школа
- № 7 Кільце — 16 мкр-он (влітку — кільцева автодорога)
- № 8 15-й мкр-он — селище Павлівка
- № 114 Радянська — ДПМК — село Доротовка. (2 рази на добу)
- № 117 Радянська — ДПМК (селище Остер)

Також в місті діють близько 20 рейсів маршрутних таксі.

## Промисловість
Найбільшим промисловим підприємством Рославля є РААЗ АМО ЗІЛ — Рославльський автоагрегатний завод, в радянські часи був однією з найбільших філій ЗІЛа. чисельність робітників знизилася з 8300 осіб (1991 р.) до 2500[коли?] з фондом заробітної плати менше прожиткового мінімуму[джерело не вказане 4533 дні]. Працює скляний завод, але випускає лише пляшкову продукцію. Наприкінці XIX століття в місті були засновані залізничні ремонтні майстерні, нині існуючі як Рославльський вагоноремонтний завод (виробництво та ремонт вантажних напіввагонів). Діє також Рославльський авторемонтний завод.
Енергопостачання міста раніше здійснювалося з місцевою ТЕЦ, нині вона діє, а електроенергія поставляється переважно зі Смоленської АЕС.

## ЗМІ
- «Своя Народна Газета» (незалежне видання)
- «Рославльська правда» (муніципальне видання)
- «Авоська» (незалежне видання)
- «Квартал»
- «Радіо Радимичі» (муніципальна радіостанція)
- «Русское радио»
- «Дорожнє радіо»
- «Радіо Маяк»
- «Авторадіо»

## Відомі уродженці та жителі
- Глєбов Євгеній Олександрович (1929—2000) — білоруський композитор, педагог, диригент, народний артист СРСР (1984)
- Каллістратов Олександр Дмитрович (1906—1990) — радянський господарський діяч, один з організаторів виробництва артилерійського та ракетного озброєння в СРСР.
- Ладигін Микола Іванович (1903—1975) — російський поет.
- Корольков Геннадій Анатолійович (1941—2007) — радянський та російський актор театру та кіно, заслужений артист РРФСР.
- Фрез Ілля Абрамович (1909—1994) — кінорежисер, народний артист СРСР (1989)

### Герої Радянського Союзу та Росії
- Головлев Леонід Йосипович
- Гришин Іван Тихонович
- Добринін Михайло Семенович
- Левін Борис Савелійович
- Назар'єв Георгій Андрійович
- Петрунін Євдоким Федорович
- Прасолов Михайло Васильович
- Прутков Степан Дмитрович
- Стьопін Віктор Олександрович
- Стерин Юхим Ілліч
- Титов Федір Фролович
- Фомченков Костянтин Федорович
- Щербаков Олександр Федорович

### Повні кавалери Ордена Слави
- Власов, Володимир Омелянович
- Скідкін, Петро Ісайович

### Герої Соціалістичної Праці
- Дралкін Вікторія Юхимівна (* 1926)
- Коньонков Сергій Тимофійович (1874—1971) — російський радянський художник, скульптор.